# Kongens Lyngby
 "Lyngby" omdirigeres hertil. For andre betydninger af Lyngby, se Lyngby (flertydig).
Kongens Lyngby er en nordlig bydel i Storkøbenhavn i Lyngby-Taarbæk Kommune i Region Hovedstaden. I Lyngby-Taarbæk kommune, hvor Kongens Lyngby ligger, bor 58.713 indbyggere  (2025).
Byen blev grundlagt i vikingetiden, men allerede i stenalderen har der boet mennesker i området. Den ældste del af byen er Bondebyen, og den ældste bygning er Lyngby Kirke, der blev opført omkring 1150. I midten af 1800-tallet blev landsbyen til en stationsby.
Selve Lyngby-Taarbæk Kommune består af en række forskellige bydele: Kongens Lyngby (herunder Bondebyen), Ulrikkenborg, Sorgenfri, Virum, Brede, Lundtofte, Hjortekær, Raadvad, Fortunen og Taarbæk.
Lyngbymotorvejen går fra København til byen, og Helsingørmotorvejen løber også tæt forbi. Fra Lyngby Station afgår et stort antal busser og S-tog, og byen har meget detailhandel, der især er koncentreret i området omkring Lyngby Storcenter og Lyngby Hovedgade. Adskillige større danske virksomheder har hovedkvarter i Kongens Lyngby. Danmarks Tekniske Universitet har omkring 10.000 studerende og mere end 5.000 ansatte. Der findes flere ungdomsuddannelser og folkeskoler.
Lyngby Kulturhus med biograf, Frilandsmuseet og spillestedet Templet er blandt byens mange kulturtilbud. Desuden findes adskillige sports- og idrætsklubber, hvoraf flere har vundet nationale mesterskaber.

## Navn
Navnet Lyngby stammer fra vikingetiden. Betegnelsen Kongens Lyngby skyldes, at jorden indtil Reformationen i 1536 var krongods (tilhørte kongen).
Til trods for at navnet Kongens Lyngby er det autoriserede stednavn, fremgår det af den officielle hjemmeside for Lyngby-Taarbæk Kommune, at kommunen også kalder Kongens Lyngby for Lyngby.

## Historie
Fund af stenredskaber ved Tordals Mose har vist, at der allerede i stenalderen for 8.500 år siden, var bopladser der. Byens navn indikerer, at den er grundlagt i vikingetiden 800–1050.
Lyngby Kirke er fra ca. 1150, og ligger tæt ved vadestedet over Mølleåen, hvor der var fine forhold for vandmøller.
I 1682 bestod Lyngby af 21 gårde, tre huse med jord og 21 uden jord. Det dyrkede areal udgjorde 1.106,5 tønder land skyldsat til 219,78 tønder hartkorn. Dyrkningsformen var trevangsbrug.
Bondebyen, der ligger nordøst for kirken, stammer fra 1600-tallet. Nørregade 10 er opført ca. 1775 og anses for det ældste hus.
Lyngby Hovedgade var udlagt som en del af Kongevejen og har været lukket med bomme: nordligst ved Store Kro og sydligst ved Kroen "Holland". Kongevejen var offentlig mellem bommene.
Efter at Jean Marmillod i 1767 anlagde den nuværende Kongevej, blev hele vejen tilgængelig. Der skulle dog betales bompenge helt frem til 1915.

### 1800-tallet
Allerede omkring 1800 var Kongens Lyngby en by med 890 indbyggere, i 1840 1.175 indbyggere, i 1860 1.751 indbyggere, i 1870 1.732 indbyggere og i 1880 2.221 indbyggere. Ved midten af 1800-tallet havde Lyngby 150 gårde og huse, nogle i 2 etager, til dels tegltækte. Byen havde derved "Liighed med en lille Kjøbstad". Byen havde kirke, præstegård, skole, postkontor, distriktslægebolig, apotek, en afdeling af Gentofte hospital, 2 gæstgivergårde eller værtshuse, 1 vandmølle, 1 jernstøberi, 1 maskinbyggeri, 1 fabrik for landbrugsredskaber og tæt ved 1 teglbrænderi med en årlig produktion på 1½ mio. sten.
I 1863 fik Kongens Lyngby togforbindelse til København H. Det medførte, at det rigere borgerskab fik mulighed for at flytte til Kgs. Lyngby i helårsboliger. I 1880 havde byen 2.221 indbyggere. Lyngby Hovedgade fik som det første sted i Danmark elektrisk belysning.
I 1890 havde byen 2.556 indbyggere. I 1890'erne blomstrede industrien langs Mølleåen, og der blev gennemført store udstykninger af villagrunde i Kgs. Lyngby (Digterkvarteret og Fuglevadskvarteret). Omkring århundredeskiftet beskrives Kongens Lyngby som "en købstadlignende Landsby med til Dels brolagte Gader, flere ret anselige, 2 Stokværk høje Huse med Tegl- eller Skifertag, mange Butiker, smukke Landsteder osv." Byen havde 274 huse, kirke, præstegård, menigheds- og missionshus (opført 1887), skole, privat realskole og 3 private pigeskoler, amtssygehus med 27 senge og 4 i epidemisygehuset, hospital, apotek, et asyl (oprettet 1860), børnehjemmet "Børnely" (oprettet 1853), Brede Plejehus (oprettet 1863), "Aldersly" for trængende ældre ægtepar (oprettet af Lyngby Sogn velgørende Forening) og Lyngby Arbejderforenings Stiftelse, Lyngby Landboskole og Grundtvigs Højskole, gasværk (oprettet 1895), flere hoteller og større traktørsteder, bogtrykkeri, der udgav "Kjøbenhavns Amts Avis", station på den nordsjællandske jernbane (ny udvidet station, opført i 1891 efter tegninger af N.P.C. Holsøe), postkontor med 1 postmester og 1 ekspedient og telegrafstation, telefonforbindelse med hovedstaden og flere større fabrikker, således 1 maskinfabrik, 1 messingvarefabrik og 1 jernstøberi, 3 klæde-, uld- og tøjfabrikker, 1 gardinfabrik og 1 sukkerraffinaderi (aktieselskab, oprettet 5/5 1895, aktiekapital 300.000 kr.). Lyngby var valgsted for Kjøbenhavns Amts 4. Folketingskreds og bolig for distriktslægen i Kjøbenhavns Amts nordre distrikt.

### Stationsby og satellitby
Kongens Lyngby voksede betydeligt i første halvdel af 1900-tallet: i 1901 3.701 indbyggere, i 1906 4.329 indbyggere, i 1911 5.240 indbyggere, i 1916 5.791 indbyggere, i 1921 6.530 indbyggere, i 1925 7.385 indbyggere, i 1930 8.724 indbyggere, i 1935 13.178 indbyggere, i 1940 18.325 indbyggere. En følge af den fremadskridende forstadsudvikling omkring København og ikke mindst mod nord gjorde, at Kongens Lyngby samtidig sammenvoksede med andre byområder til at udgøre et mere eller mindre sammenhængende forstadsområde, men endnu så sent som i 1930 kunne Kongens Lyngby regnes som en satellitby i forhold til Storkøbenhavn.
I 1911 havde Kongens Lyngby 5.240 indbyggere. Heraf ernærede 271 sig ved landbrug, 2.519 ved håndværk og industri, 893 ved handel, 322 ved transport.
Omkring 1920 beskrives byen: "Byen har Kirke; Præstegaard, Missions- og Menighedshus, stor Kommuneskole (bygget i Pavillonstil), Gymnasium, flere Privatskoler, tekn. Skole, Folkehøjskole (Grundtvig’s), som tillige ejer Landboskolen (grundl. 1867 af J. C. la Cour), Landbrugsmuseum (1906 overtaget af Staten, indeholder c. 10000 Numre), Folkemuseets Bygningsafdeling samt flere Forsøgsanstalter. Foruden Amtssygehus og Hospital findes flere humanitære Indretninger, saaledes Kommunens Alderdomshjem og to andre, »Lykkensgave« og »Aldersly«, L. Arbejderforenings Stiftelse, 2 Børnehjem, Magdalenehjemmet »Skovtofte« o. fl. Af Pengeinstitutter: Sparekassen og Banken for L. og Omegn. L. er Station paa Nordbanen og Udgangspunkt for Privatbanen L.—Vedbæk (aabnet 1900), den har Postkontor med Telegraf- og Telefonstation, Gas-, Vand- og Elektricitetsværk, flere Hoteller, Gæstgiverier og Traktørsteder. Der findes fl. industrielle Anlæg, saaledes Binder & Co.’s Klæde-, Uldvare- og Tæppefabrik, Gardin- og Tekstilfabrik, Farveri- og Merceriseringsanstalt, »Dansk Staalindustri«, Sukkerraffinaderi, 2 Maskinfabrikker, Cementfabrik, endvidere Fabrikker for Tilvirkning af Staalrør, Halmvarer, Trævarer, Papirposer, Vogne, Kemikalier, Mineralvande m. m."
I 1930 havde Kongens Lyngby 8.724 indbyggere, hvoraf 296 levede af landbrug, 3.794 af håndværk og industri, 1.321 af handel, 612 af transport, 1.029 af immateriel virksomhed, 620 af husgerning, 937 var ude af erhverv og 115 havde ikke angivet erhverv.
I 1930'erne byggedes Ulrikkenborgkvarteret i funkis-stil.

### Byudviklingsplanlægning
Den fremadskridende byudvikling fik også betydning for byplanlægningen. Da den såkaldte "Fingerplan" - Skitseforslag til Egnsplan for Storkøbenhavn - blev offentliggjort i 1947 med forslag om at samle den fremtidige byudvikling i hovedstadsområdet langs banelinjer, blev det forudsat, at Kongens Lyngby kunne vokse og på længere sigt udgøre et sammenhængende forstadsområde sammen med blandt andet Gladsaxe og Bagsværd, hvorimod der ikke var forudset en sammenvoksning med Virum mod nordvest og Lundtofte mod nordøst. Fingerplanen førte til vedtagelse af byreguleringsloven i 1949, som forudsatte nedsættelse af et byudviklingsudvalg for Københavns-egnen til planlægning af den fremtidige byudvikling i Hovedstadsområdet i form af en såkaldt byudviklingsplan.
Den 6. oktober 1949 nedsattes et byudviklingsudvalg for Københavns-egnen, som den 2. maj 1951 offentliggjorde "Betænkning vedrørende Partiel Byudviklingsplan nr. 2 for Københavns-egnens byudviklingsområde". Da Kongens Lyngby havde station på Nordbanen, med S-togsbetjening, regnedes byen som et af de steder, der trafikmæssigt var hensigtsmæssigt for byudvikling, og under indtryk af, at området var byggemodnet i form af kloakering, og at byudviklingen forudsattes ikke at være i konflikt med frednings- og friluftsinteresser, blev hele det udpegede byudviklingsområde i tilknytning til Kongens Lyngby lagt i inderzone, det vil sige kunne bebygges når og hvis, kommunalbestyrelsen ønskede det.
Den oprindelige byudviklingsplan blev opdateret med "Betænkning vedrørende Partiel Byudviklingsplan nr. 7 for Københavns-egnens byudviklingsområde" fra 1966, som for Kongens Lyngbys vedkommende indebar en praktisk talt fuldstændig udbygning af området fra Furesøen i vest til Hørsholmmotorvejen i øst, idet dog en del af området omkring Mølleåen samt nord for Lyngby Sø og Bagsværd Sø mod vest forudsattes bibeholdt i landzone.
Frederiksdal Gods med blandt andet Frederiksdal Skov og Spurveskjulskoven blev fredet i 1943, Lyngby Åmose blev fredet i 1949.

### Nyeste tid
Det har været diskuteret længe, hvorvidt Kongens Lyngby skal oprette en decideret gågade på Lyngby Hovedgade med caféliv og muligheder for shopping, men pr. 2023 har kommunalbestyrelsen endnu ikke taget en beslutning om dette.
I 2013 solgte Lyngby-Taarbæk kommune grunden på Kanalvej overfor Lyngby Storcenter til Danica Pension.
Danica Pension udviklede over de kommende år området med et 40.000 kvadratmeter stort lejebolig- og erhvervsbyggeri til 1,2 milliard kroner. Danica Pension udviklede projektet sammen med Henning Larsen Architects, COWI og Alectia. Microsoft Danmark og Microsoft Development Center Copenhagen flyttede deres hovedsæde med 900 ansatte til den nye bebyggelse.

## Geografi
Det centrale Kongens Lyngby er en mindre og tæt bebyggelse med købstadspræg og er et trafikknudepunkt.
Der er ca. 250 butikker fordelt på ca. 120.000 kvadratmeter. Den lille bydel på sydvestsiden af Lyngby Station hedder Ulrikkenborg.
- Postnummer 2800 dækker Kongens Lyngby, den centrale del af Lyngby-Taarbæk Kommune omkring Lyngby Sø og til Furesøen, Lundtofte, Fortunen, Hjortekær og dele af Dyrehaven med Rådvad.[29]

- Postnummer 2830 Virum ligger nord for,[30] mens Taarbæk hører til 2930 Klampenborg.[31]

Som opstillingskreds til valg dækker Lyngbykredsen hele Lyngby-Taarbæk Kommune (før 1. januar 2007 tillige Søllerød Kommune).
Kredsen er opdelt i 10 afstemningsområder, hvoraf "Lyngby Midt" har afstemning på Lyngby Rådhus.

## Demografi og afgrænsning
Siden folketællingen i 1935 har Danmarks Statistik regnet Kongens Lyngby og resten af Lyngby-Taarbæk Kommune som en forstad til København, der består af Københavns, Frederiksberg og Gentofte Kommune. Geografisk ligger Kongens Lyngby ca. 11 kilometer nord for København centrum.
| År   | Indb. |
| ---- | ----- |
| 1801 | 890   |
| 1840 | 1.175 |
| 1860 | 1.751 |
| 1870 | 1.732 |
| 1880 | 2.221 |
| 1890 | 2.556 |
| 1901 | 3.701 |
| 1906 | 4.329 |
| 1911 | 5.240 |
| 1916 | 5.791 |
| 1921 | 6.530 |
| 1925 | 7.385 |
| 1930 | 8.724 |

## Transport og infrastruktur
Lyngby er forbundet med Københavns Hovedbanegård og de fleste omkringliggende byer med både bus og S-tog. Både S-togslinjerne A og E har stop på Lyngby Station, hvorfra der også afgår S-busser mod Gammel Holte/Ishøj (300S) og Hundige (400S), samt busser til bl.a. Nørreport Station, Helsingør og Gentofte. Stationen er et trafikalt knudepunkt med Buddingevej syd for stationen og Klampenborgvej nord for. I 2015 besluttede kommunen at lukke Ndr. Torvevej der forbinder Buddingevej og Klampenborgvej, i forbindelse med anlæggelse af Ring 3 Letbanen. Beregninger forudser en markant sænkning af biltrafikken. I 1990'erne blev vejene i det centrale Lyngby omlagt hvorved biltrafikken også faldt, mens handelen steg.
Buddingevej går under en viadukt under motorvejen, og det er den eneste større vej i det centrale Lyngby, der krydser motorvejen. Ved særligt kraftige regnfald som skybruddene i 2011 og 2014 er stationen ofte oversvømmet.
Lokalbanen Nærumbanen går fra Jægersborg til Nærum og stopper på både Lyngby Lokal Station og Nørgaardsvej Station.
Helsingørmotorvejen og Motorring 3 går tæt forbi Lyngby og forbinder den med landets øvrige motorvejsnet. Lyngbymotorvejen forbinder Kongevejen i Virum med Motorring 3 og går oven på Lyngby Station og de tilhørende butikker.
Der er cykelstier i store dele af byen og til de omkringliggende byer. Byen har ingen egentlig gågade, men mellem stationen og Lyngby Hovedgade, pladsen bag kulturhuset og Ulrikkenborg Plads bag stationen kan der ikke køre biler.

## Erhverv
Flere større virksomheder holder til i Kongens Lyngby. Danske Capital har kontorer på Parallelvej tæt ved Lyngby Station med 600 ansatte, hvor også Danica Pension holder til.
Realkreditinstituttet BRFkredit har til huse på Klampenborgvej og ingeniørfirmaet COWI og den internationale kontorkæde Regus holder også til på Parallelvej.
Kemivirksomheden Haldor Topsøe A/S har hovedkvarter på Nymøllevej længere nede ad Mølleåen.
Retten i Lyngby har til huse på Lyngby Hovedgade 96.
Byen har megen detailhandel, der er koncentreret om Lyngby Hovedgade, Lyngby Storcenter med over 100 butikker, opført i 1973 og Magasin du Nord, der åbnede i 1961. Desuden findes flere større butikker heriblandt ILVA, som åbnede i 1989 og byggemarkedet Johannes Fog.
I 2015 åbnede Microsoft sit danske hovedkontor på Kanalvej overfor Lyngby Storcenter.

## Uddannelse
Kgs. Lyngby er hjemsted for flere uddannelsesinstitutioner. Danmarks Tekniske Universitet (DTU), der uddanner ingeniører, har campus på sletten ved Lundtofte, har knap 10.000 studerende, samt flere tusinde ansatte i forskning, administration og teknikafdelinger. Oprindeligt lå universitetet i Sølvgade i København, men i perioden 1962-1974 flyttede man til Lundtoftesletten, som tidligere havde rummet Lundtofte Flyveplads.
Medieskolen Lyngby på Firskovvej uddanner unge under 25, der endnu ikke har taget en ungdomsuddannelse.
H.C. Ørsted Gymnasiet (tidligere kendt som Lyngby Tekniske Gymnasium) ligger på den anden side af Helsingørmotorvejen overfor DTU campus og tilbyder eleverne en HTX,
mens Lyngby-afdelingen af Knord ligger ved siden af DTU.
Lyngby Tekniske Skole lå tidligere på Mortonvej.
Der er fire privatskoler i området: Billums Privatskole på Buddingevej, Lyngby private Skole på Lyngby Hovedgade, Lyngby Friskole på Gl. Bagsværdvej og den katolske Sankt Knud Lavard Skole på Toftebæksvej.
Af folkeskoler ligger Engelsborgskolen på Engelsborgvej og Lindegårdsskolen på på Lyngbygårdsvej.
Tidligere har Kongens Lyngby også haft Ulrikkenborgskolen.

## Kultur
Lyngby har flere kulturtilbud og foreninger.
Nationalmuseets afdeling Frilandsmuseet er et frilandsmuseum i den nordlige ende af byen på Kongevejen mod Virum. Museet besøges af over 200.000 hvert år og har mere end 100 historiske bygninger, der er blevet flyttet til området. I bydelen Bondebyen tæt ved Lyngby Lokal Station findes også mange gamle bygninger.
I Lyngby Kulturhus findes flere restauranter og cafeer samt biografen Kinopalæet. Kulturhuset blev bygget i slutningen af 1990'erne, og Kinopalæet, der åbnede i 2001 og hvis største sal rummer omkring 500 siddepladser, viser film af bredere appel.
Spillestedet Templet ved Lyngby Station har koncerter næsten hver weekend og plads til over 200 gæster. Amatørorkestret Lyngby-Taarbæk Symfoniorkester, der blev grundlagt i 1957, holder sædvanligvis prøver i Kuhlausalen i Lyngby Kulturhus.
Der ligger flere kirker i byen: Den ældste er Lyngby Kirke fra ca. 1150. Baptistkirke ligger på Odinsvej i bydelen Ulrikkenborg; Apostolsk Kirke ligger på Toftevang ved Lyngby Kirke, og et stenkast derfra ligger den katolske Sankt Knud Lavards Kirke.
I Lyngby Storcenter findes hotellet Scandic Eremitage, der er en del af hotelkæden Scandic Hotels.

### Idræt og sport
Kgs. Lyngby har et foreningsliv, og kommunens politik er at støtte idræt og sport på både motionsniveauet og konkurrenceniveauet. I Kgs. Lyngby findes en række idræts- og sportsforeninger i Lyngby-Taarbæk Kommune.
Flertallet af foreningerne bygger på idrætten, men der er også klubber, der har fokus på sportsmesterskaber på alle alderstrin. Eksempelvis har der været danske mestre i flere af sportsgrenene. Der kan nævnes Lyngby Boldklub, der både har vundet Danmarksmesterskaberne og pokalturneringen flere gange, og hockey Orient Lyngby, der har vundet både inden- og udendørsmesterskaberne flere år i træk.
Internationalt har Lyngby Tennisklub markeret sig med Wimbledon-vinderen Frederik Løchte Nielsen. Medlemmer af Lyngby Kanoklub har vundet olympiske medaljer og verdensmesterskaber.
Svømmeverdensmesteren og Årets sportsnavn 2011 Jeanette Ottesen kom fra Lyngby Svømmeklub, mens 2014's junior-verdensmester i udspring, Andreas Sargent Larsen, kommer fra Lyngby Udspringsklub.
Lars Andersen fra Lyngby Bueskyttelaug har gjort sig bemærket som hurtigskydende bueskytte.
På Lyngby Stadion findes bl.a. fodboldbaner, tennisbaner, Lyngby Svømmehal og mange sportsklubber fra byen holder til her og i Lundtofte Boldklub og Brede IF.

### Historiske bygninger og bevaringsværdi
Kongens Lyngby har registreret bygninger efter bevaringsværdi efter den såkaldte SAVE-metode (Survey of Architectural Values in the Environment).
Metoden bygger på en vurdering af fem forskellige forhold ved en bygning:
- Arkitektonisk værdi
- Kulturhistorisk værdi
- Miljømæssig værdi
- Originalitet
- Tilstand

Bevaringsværdige bygninger:
- Lyngby Kirke, ca. 1150.
- Lyngby Mølle (Lyngby Hovedgade 24), nævnt første gang 1492 men måske 500 år ældre. Siden 1762 har den bestået af to møller: Lyngby Søndre Mølle og Lyngby Nordre Mølle.
- Store Kro. Første kro i Lyngby med bevilling i 1661 til Casper Herbach på Lyngby Mølle. Er nu Plejehjemmet Møllebo.
- Kroen "Holland", Nuværende Lyngby Hovedgade 9-11 og 40
- Sorgenfri Slot i barok-stil fra 1702 med fransk have.
- Lyngby Kulturhus
- Sophienholm, en fornem klassicistisk bygning fra 1802.
- Marienborg, statsministerens sommerresidens fra 1745.
- Lyngby Rådhus, opført 1938-1941. Tegnet af Hans Erling Langkilde og Ib Martin Jensen.
- Lyngby Storcenter, åbnede i 1973.
- Frilandsmuseet nord for Sorgenfri Slot ved Kongevejen med gamle gårde og huse.